# Rogério Bispo
Pour les articles homonymes, voir Bispo.
Rogério da Silva Bispo (né le 16 novembre 1985 à Juquiá) est un athlète brésilien, spécialiste du saut en longueur. Son club est l'Atletismo BM&F.

## Carrière

### Palmarès
| Année | Compétition                    | Lieu         | Résultat | Performance |
| ----- | ------------------------------ | ------------ | -------- | ----------- |
| 2006  | Championnats d’Amérique du Sud | Tunja        | 1er      | 8,32 m      |
| 2007  | Championnats d’Amérique du Sud | São Paulo    | 1er      | 7,94 m      |
| 2009  | Championnats d’Amérique du Sud | Lima         | 1er      | 7,77 m      |
| 2012  | Championnats ibéro-américains  | Barquisimeto | 3e       | 7,67 m      |

### Records
- Longueur :	8,21 m 	 +0,9 	2 GP	Rio de Janeiro 14 mai 2006
- 8,17 m à Padoue en 2007.